# MGM (casa discografica)
La MGM è stata una casa discografica italiana fondata nel 1958 e attiva fino al 1969.

## Storia
La MGM nasce come emanazione in Italia della MGM Records, casa discografica statunitense fondata dalla compagnia di cineproduzione Metro-Goldwyn-Mayer.
Oltre a pubblicare in Italia i dischi di artisti americani come Connie Francis, l'etichetta sviluppò un repertorio nazionale: tra gli artisti più noti che incisero per la MGM vi sono Katyna Ranieri, Remo Germani, Nives (al secolo Nives Gazziero) e Oscar Prudente.
Tra le manifestazioni discografiche a cui l'etichetta partecipò vi fu il Festival di Sanremo 1967 con E allora dai, interpretata da Remo Germani e il Cantagiro 1968 con Benvenuto fortunato, cantata da Oscar Prudente.
Per la distribuzione l'etichetta si appoggiò dapprima alle Messaggerie Musicali e poi, a partire dal 1966, alla Dischi Ricordi; in quell'anno divenne direttore artistico della MGM Nanni Ricordi.

## I dischi pubblicati
Per la datazione ci si basa sull'etichetta del disco, o sul vinile o, infine, sulla copertina. Qualora nessuno di questi elementi avesse una datazione, ci si basa sulla numerazione del catalogo. Se esistenti, sono riportati, oltre all'anno, il mese e il giorno (quest'ultimo dato si trova, a volte, stampato sul vinile).

### 33 giri
| Numero di catalogo | Anno | Interprete                    | Titoli                  |
| ------------------ | ---- | ----------------------------- | ----------------------- |
| EM 3894            | 1961 | David Rose e la sua orchestra | Box-Office Blockbusters |
| MG 4536            | 1968 | Milva                         | Milva                   |
| MG 4584            | 1968 | Nives                         | Nives                   |

### EP
| Numero di catalogo | Anno | Interprete     | Titoli                                                 |
| ------------------ | ---- | -------------- | ------------------------------------------------------ |
| X 2516             | 1961 | Connie Francis | Roman Guitar/Senza mamma/Just Say I Love Him/Guaglione |

### 45 giri
| Numero di catalogo                  | Anno | Interprete     | Titoli                                                           |
| ----------------------------------- | ---- | -------------- | ---------------------------------------------------------------- |
| SPQ 2082                            | 1958 | Conway Twitty  | It's Only Make Believe/I'll Try                                  |
| SPQ 2090                            | 1959 | Conway Twitty  | The Story Of My Love/Make Me Know You're Mine                    |
| K 12899                             | 1960 | Connie Francis | Jealous of you (Tango della gelosia)/Everybody's somebody's fool |
| K 2013                              | 1960 | Katyna Ranieri | Uno a te, uno a me/La mia felicità                               |
| K 2015                              | 1961 | Katyna Ranieri | Mary Mary (Marie Marie)/Impazzirei                               |
| K 2016                              | 1961 | Katyna Ranieri | La fine del mondo/Tornerò, tornerò, tornerò                      |
| K 2019                              | 1961 | Connie Francis | Where The Boys Are/Qualcuno mi aspetta                           |
| K 2022                              | 1961 | Connie Francis | Just Say I Love Him/Un volo di gabbiani                          |
| K 2023                              | 1961 | Connie Francis | Capatosta Sweet/Aiutami a piangere                               |
| K 2024                              | 1961 | Connie Francis | La valle senza eco/Baby Roo                                      |
| K 2025                              | 1961 | Connie Francis | Aiutami a piangere/Chitarra romana                               |
| K 2026                              | 1961 | Katyna Ranieri | Impazzirei/Mary, Marys                                           |
| K 2027                              | 1961 | Katyna Ranieri | Piccola, dolce, tenera, cattiva/Taffetas                         |
| K 2028                              | 1961 | Connie Francis | Mamma/Roman Guitar                                               |
| K 2051                              | 1962 | Katyna Ranieri | Mondo cane (Je m'en fous)/Ti guarderò                            |
| K 2095                              | 1963 | Chris Crosby   | Giovani e innamorati/Se la notte scenderà                        |
| K 2102                              | 1965 | Connie Francis | Ho bisogno di vederti/Whose Heart Are You Breaking Tonight?      |
| K 2103                              | 1965 | Connie Francis | Forget domani/C'è una cosa che non sai                           |
| K 2104                              | 1965 | Katyna Ranieri | Forget domani/Now And Then                                       |
| K 2109                              | 1965 | Connie Francis | C'è una cosa che non sai/Ho bisogno di vederti                   |
| K 2115                              | 1965 | Katyna Ranieri | Donna di fiori/Ti guardero nel cuore                             |
| K 2117                              | 1965 | Connie Francis | Misteriosamente/For Mama                                         |
| K 2200                              | 1966 | Connie Francis | Dove non so (Tema di Lara)/Cosa c'è che non va                   |
| MG 70.000 (ristampa del precedente) | 1966 | Connie Francis | Dove non so (Tema di Lara)/Cosa c'è che non va                   |
| MG 70.005                           | 1966 | Connie Francis | Notti di Spagna/Regent's Park                                    |
| MG 70.007                           | 1967 | Remo Germani   | E allora dai/Chi troppo vuole                                    |
| MG 70.008                           | 1967 | Connie Francis | Canta ragazzina/Per questa notte                                 |
| MG 70.009                           | 1967 | Connie Francis | Violino tzigano/Jealous Of You                                   |
| MG 70.010                           | 1967 | Connie Francis | Chitarra romana/Il tango delle rose                              |
| MG 70.013                           | 1967 | Remo Germani   | Darsi un bacio-Bum Bum                                           |
| MG 70.016                           | 1968 | Nives          | Il marinaio/Hava Nagila                                          |
| MG 70.019                           | 1968 | Oscar Prudente | Benvenuto fortunato/Euh!                                         |
| MG 70.022                           | 1968 | Nives          | Il viaggio/Voglio dedicare questa notte a te                     |
| MG 70.030                           | 1968 | Connie Francis | Non dirlo mai/Addio mio amore                                    |
| MG 70.035                           | 1968 | Barry Ryan     | Eloise/Goodbye                                                   |